# 1991–1992-es magyar női labdarúgó-bajnokság (első osztály)
A magyar női labdarúgó-bajnokság első osztályában 1991–92-ben tíz csapat küzdött a bajnoki címért. A László Kórház a második csapatával is benevezett. A nyolcadik hivatalos bajnokságban a Renova Spartacus visszaszerezte a bajnoki címet a címvédő  Femina csapatától.

## Végeredmény
| #   | Csapat                        | M  | GY | D | V  | G+ – G– | GK  | P  | Megjegyzések |
| --- | ----------------------------- | -- | -- | - | -- | ------- | --- | -- | ------------ |
| 1.  | Renova Spartacus              | 18 | 17 | 1 | 0  | 71–7    | +64 | 35 | Bajnok       |
| 2.  | Ferencvárosi László Kórház    | 18 | 12 | 3 | 3  | 74–14   | +60 | 27 |              |
| 3.  | Femina FC-BaumagCV            | 18 | 11 | 4 | 3  | 64–20   | +44 | 26 |              |
| 4.  | Ferencvárosi László Kórház II | 18 | 11 | 1 | 6  | 29–41   | −12 | 23 |              |
| 5.  | Egri Lendület SE              | 18 | 8  | 5 | 5  | 35–25   | +10 | 21 |              |
| 6.  | Szegedi TC                    | 18 | 7  | 2 | 9  | 36–36   | 0   | 16 |              |
| 7.  | Pécsi Fortuna FC              | 18 | 3  | 5 | 10 | 16–53   | −37 | 11 |              |
| 8.  | Íris Budapest SC              | 18 | 4  | 2 | 12 | 20–49   | −29 | 10 |              |
| 9.  | Tiszaliget                    | 18 | 1  | 5 | 12 | 12–57   | −45 | 7  |              |
| 10. | Debreceni Amazon              | 18 | 1  | 2 | 15 | 9–64    | −55 | 4  |              |

A bajnok Renova Spartacus játékosai
Almási Éva, Hegedűs Erzsébet, Téglási Eleonóra kapusok – Bajkó Rita, Balogh Tímea, Bányai Éva, Bárfy Ágnes, Fricsovszky Beatrix, Fülöp Beáta, Horváth Klára, Horváth Renáta, Jankó Zsuzsanna, Kenessei Nóra, Keresztes Zsuzsanna, Nagy Tünde, Nagyabonyi Ildikó, Oláh Eszter, Póczik Erzsébet, Sasvári Nikolett Szegediné Lojd Zsuzsanna, Tarjányi Kármen, Tóth Beatrix, Török Erzsébet.

## A góllövőlista élmezőnye
| Gól                                                 | Név           | Csapat                     |
| --------------------------------------------------- | ------------- | -------------------------- |
| 24                                                  | Bökk Katalin  | Femina FC                  |
| 18                                                  | Fülöp Beáta   | Renova Spartacus           |
| 16                                                  | Doina Rus     | Ferencvárosi László Kórház |
| 15                                                  | Gál Rozália   | Egri Lendület              |
| 14                                                  | Bárfy Ágnes   | Renova Spartacus           |
| 14                                                  | Maróti Andrea | Szegedi TC                 |
| 13                                                  | Szarka Éva    | Ferencvárosi László Kórház |
| Forrás: Futball '93 (Budapest, 1994) ISSN 1217-873X |               |                            |